# Nabożeństwo o północy
Nabożeństwo o północy (gr. Μεσονυκτικόν, cs. połunoszcznica) – jedno z nabożeństw cyklu dobowego w tradycji Kościoła prawosławnego i katolickich Kościołów wschodnich.

## Znaczenie nabożeństwa
Symbolika nabożeństwa o północy ma następujące podstawowe znaczenia: wierni gromadzą się w nocy na wzór aniołów wychwalających Boga w każdym czasie, na pamiątkę ponownego przyjścia Chrystusa oraz zmartwychwstania umarłych. Ponadto cisza północna sprzyja modlitewnemu skupieniu.
Zgodnie ze swoją nazwą, nabożeństwo to powinno być odprawiane o północy. W praktyce liturgicznej, także w monasterach, odprawiane jest we wczesnych godzinach rannych (przed wschodem słońca) razem z jutrznią i pierwszą godziną kanoniczną.

## Porządek nabożeństwa o północy
Nabożeństwo rozpoczyna kapłan aklamacją (cs. wozgłas) Błogosławiony Bóg nasz, po której lektor odczytuje zwykłe modlitwy początkowe (Cariu Niebiesnyj, Trisagion, mała doksologia, modlitwa do Trójcy Przenajświętszej, trzykrotnie Kyrie eleison – cs. Hospodi pomiłuj, Ojcze nasz). Następnie wygłaszane są wezwania Przyjdźcie, pokłońmy się. Po nich następuje lektura psalmu 50 i siedemnastej kafizmy. Następnie odczytywany jest Symbol Wiary, po którym ponownie wygłaszane są Trisagion, modlitwa do Trójcy Przenajświętszej i Ojcze nasz. Po aklamacji kapłana Albowiem Twoje jest królestwo (cs. Jako Twoje jest' carstwo) następuje śpiew troparionów mówiących o powtórnym nadejściu Chrystusa i o Sądzie Ostatecznym – Oto oblubieniec nadchodzi (cs. Sie żenich gradiet) (nawiązujący do przypowieści o pannach mądrych i głupich), Dzień ten straszny (cs. Dień on strasznyj). Trzeci troparion stanowi zwrot do Matki Bożej. Po nim czterdzieści razy wygłasza się Hospodi pomiłuj i modlitwę Chryste Boże, który w każdym czasie (cs. Iże na wsiakoje wriemia). Po modlitwie lektor trzykrotnie recytuje Hospodi pomiłuj, wygłasza małą doksologię i modlitwę Czcigodniejszą od cherubinów (cs. Czestniejszuju Chieruwim), po czym prosi kapłana o błogosławieństwo dla zebranych. Aklamacja duchownego kończy pierwszą część nabożeństwa. Druga rozpoczyna się modlitwą św. Efrema Syryjczyka z pokłonami do ziemi. Następnie wygłaszana jest modlitwa Władyko Boże Otcze Wsiedierżytielu oraz psalmy 120 i 133 oraz odpowiednie tropariony, kondakiony i modlitwy w intencji zmarłych. Całość kończy rozesłanie (cs. odpust). W praktyce liturgicznej klasztorów Athosu nabożeństwo o północy jest dłuższe i zawiera dodatkowe modlitwy przebłagalne i ektenię, dopiero po niej następuje rozesłanie.
Nieco odmienny przebieg ma nabożeństwo o północy w sobotę, gdzie kafizmę siedemnastą zastępuje kafizma dziewiąta. Natomiast w niedzielę w zastępstwie psalmów czytany jest kanon do Trójcy Świętej.